# محمد حشلاف
الدكتور محمد حشلاف الدكالي (1954 - 2012)، هو كاتب باحث مغربي.

## حياته
ولد الشيخ الدكتور محمَّد حَشلاف الدُّكالي بالمغرب سنة 1954م , ومنذ حداثة سنه بدأ حياته بحفظ القرآن الكريم عندالكتَّاب في قريته المعروفة باسم آشتوكة واتم حفظ القران في سن مبكر, وبعد ان بلغ اشده سافر في أولى رحلاته العلمية إلى دولة الإمارات العربية المتحدة, حيث أكمل دراسته هناك بجامعة الإمارات العربية المتحدة وكان قارئا لساعات طويلة للكتب الإسلامية وغيرها من كتب المعرفة وعمل في دار المسلمين الجدد كمعلم للغة العربية والتربية الإسلامية للمسلمين الجدد وانتقل بعد ذلك للإمامة والتدريس في إحدى الكليات العسكرية في دولة الإمارات , وكان حينها يحضر لنيل رسالة الماجستير في الشريعة الإسلامية وحدودها , وبعد حصوله عليها من جامعة ام درمان بدرجة الامتياز مع مرتبة الشرف انتقل إلى المغرب وتواصل مع عدة شيوخ وعلماء مغاربة كأمثال الدكتور فريد الأنصاري رحمه الله,والدكتورعبدالرحمن حيسي والاستاذ الدكتور فاروق حمادة والشيخ العالم الشاهد البوشيخي واحمد الريسوني والكثير من رجال العلم وطلبة العلم , وبعد تعب طــويـل وطريق شاق في طلب العلم والكتابة نجح الشيخ الدكتور محمد حشلاف في نيل شهادة الدكتوراه من جامعة المولى إسماعيل بالمملكلة المغربية بتقدير ( امتياز مع مرتبة الشرف)بعنوان اصول الفقه عند الإمام القرطبي، وانتقل ليكون دكتورا للثقافة الإسلامية بجامعة عجمان للعلوم والتكنولوجيا ولديه العديد من المنشورات والكتابات . كان الشيخ محمد حشلاف يحب التنقل لطلب العلم فقد سافر إلى بريطانيا وسوريا ومصر وتونس والسودان والسعودية ثم انتهى به المطاف إلى دولة الإمارات العربية المتحدة ,عانى الشيخ كثيرا في حياته فقد عاش بعيدا عن وطنه الأم ( المغرب ) لمدة طويلة وعاش بعيدا عن الأضواء ,عُرف عَن الشَّيخ محمد حشلاف تواضعه حيث كان يجلس على الأرض ويلبس العادي من الثياب رغم مكانته العلمية الرفيعة.

## من مؤلفاته

### أبحاثـه))
- 1- مرونة الفقه الإسلامي في الحدود ( رسالة الماجستير) بجامعة الدراسات العليا والبحث العلمي جامعة القرآن الكريم والعلوم الإسلامية..(جمهورية السودان)
- 2- الاجتهاد المقاصدي عند الإمام القرطبي من خلال تفسيره الجامع لأحكام القرآن (رسالة الدكتوراه) لعام 2007 م , بكلية الاداب والعلوم الإنسانية ,قسم الدراسات الإسلامية بجامعة المولى إسماعيل بالمملكة المغربية .

### منشوراته ومقالاته
- 1- دورالمسجد في المجتمع الإسلامي (منشور بمجلة كلية زايد الثاني العسكرية بالعين العدد 18 / لسنة 1999م).
- 2- ماذا تعني التربية العسكرية في الإسلام ؟ (مقال منشور بمجلة درع الوطن التي تصدرها القيادة العامة للقوات المسلحة دولة الإمارات العربية المتحدة 1986م).
- 3- مسألة الأخلاق والرحمة ، مبدأ إسلامي في الحروب (منشور بمجلة كلية زايد الثاني العسكرية الإمارات العربية المتحدة العين العدد 21 / لسنة 2003).

```
* 4- الإشاعة وخطرها على الفرد والمجتمع (منشور  بمجلة كلية زايد الثاني العسكرية الإمارات العربية المتحدة العين العدد ( 22 ) لسنة 2004).
```

- 5- أين تلتقي الثقافة الإسلامية مع القانون الدولي في السلم والحرب ؟؟ (منشور بمجلة كلية زايد الثاني العسكرية بمدينة العين العدد 23 / لسنة 2004).
- 6- أزمور مدينة عريقة عالمية تتحدث عن نفسها، (منشور ببعض المواقع في الشبكة العالمية).

## وفاته
توفي يوم 7 أبريل 2012 بعد صراعه مع مرض عضال في دولة الإمارات العربية المتحدة وتم نقل جثمانه إلى المغرب حيث دفن في موطنه.